# Славечна (река)
Славечна (блр. Славечна; укр. Словечна) је украјинско-белоруска река која протиче преко територија Житомирске и Гомељске области. Десна је притока реке Припјат (сливно подручје Дњепра).
Извире у Овручком рејону на северу Житомирске области Украјине на надморској висини од 280 метара. Углавном протиче преко замочварених подручја Полесја. Укупна дужина водотока је 158 km, од чега је 49 km на територији Украјине, а 109 km на територији Белорусије. Укупна површина сливног подручја је 3.600 km². Све до 1961. сливно подручје Славечне обухватало је територију површине 2.670 km², али је услед обимних мелиорационих радова један део басена реке Жалоњ преусмерен ка Славечни.
Има углавном нивални карактер храњења.